# Tasman (Nuova Zelanda)
Tasman District, in māori Te Tai o Aorere, è un'autorità unitaria della Nuova Zelanda. Svolge sia i compiti affidati alle regioni sia quelli affidati alle autorità territoriali. 
È situata nella parte nord-occidentale dell'isola Meridionale e prende il nome dal navigatore olandese Abel Tasman.